# Airprox
Un incidente airprox (del término en inglés air proximity, 'incidente por proximidad entre aeronaves' o 'incidente de tránsito aéreo' o, coloquialmente, «crujido») se refiere a un incidente aéreo, en el cual, y siempre «...de acuerdo con la opinión de un piloto o controlador aéreo...», se produce una situación en la cual podría verse comprometida la seguridad de los aeronaves, de acuerdo con la distancia entre ellos, junto con sus relativas ubicaciones y velocidades.
De los más de mil incidentes de este tipo estudiados por el organismo británico correspondiente, UK Airprox Board (UKAB), desde 2013 alrededor de 360 han involucrado a aeronaves de la aviación militar británica (RAF) o estadounidense (USAF).

## Categorías
Existen cuatro categorías (A-D) de airprox acordadas a nivel internacional. Además, la autoridad competente británica, UKAB, incluye una quinta categoría (E):
- A: Riesgo de colisión
- B: Seguridad no asegurada
- C: Sin riesgo de colisión. Incluye a los incidentes en los cuales se evitó un riesgo
- D: Riesgo no determinado. Incluye a los incidentes en los cuales no se dispone de datos suficientes o en los cuales los datos son contradictorios
- E: Aunque se reúnen los criterios de denuncia, tras la correspondiente investigación, se determina la prevalencia de procedimientos, parámetros y pautas de seguridad establecidas

## Causas
De acuerdo con la USAF, la mayoría de los incidentes se producen con buena visibilidad diurna y en buenas condiciones meterorológicas en los cuales se reúnen las condiciones para VFR (Reglas de vuelo visual). Sin embargo, al aumento general del tráfico aéreo, se añade el hecho de que los aeronaves civiles pequeños no están equipados con transpondedores, por lo que es posible que no se les detectan en los radares. Por otra parte, los aeronaves militares que utilizan radio UHF no pueden escuchar los aviones civiles que utilizan VHF.

## Recomendaciones
La USAF recomienda a sus pilotos mantener limpias sus parabrisas y de ser más conscientes del tiempo que dedican al observar su entorno fuera de la cabina de vuelo.